# Ferenc Kónya
Dans le nom hongrois Kónya Ferenc, le nom de famille précède le prénom, mais cet article utilise l’ordre habituel en français Ferenc Kónya, où le prénom précède le nom.
Ferenc Kónya, né le 9 décembre 1892 (ou 1890 selon d'autres sources) et mort le 11 mars 1977, est un joueur et entraîneur de football hongrois, devenu ensuite journaliste. Il est parfois appelé Franz Konja dans les pays germanophones et François Konya en France.

## Biographie
Kónya réalise l'essentiel de sa carrière de joueur au Kispesti AC, un des principaux clubs de Budapest, en Hongrie.
En 1921, il entame en Allemagne une carrière d'entraîneur appointé, un poste qui n'existait jusqu'alors pratiquement pas, au FV Kaiserslautern pendant un an puis au Werder Brême pendant deux saisons. En mai et juin 1924, il dirige la sélection d'Estonie de football à l'occasion des Jeux olympiques de Paris, où son équipe s'incline au tour préliminaire face aux États-Unis (1-0). 
Il part ensuite en Italie et dirige le Modène FC au cours de la saison 1924-1925. Il s'installe en Suisse où il dirige tour à tour le FC Solothurn, le FC Olten, le FC Lucerne de 1927 à fin 1928 puis le BSC Old Boys de 1929 à 1931. D'autres sources indiquent qu'il est l'entraîneur du Football Club de Mulhouse, de l'autre côté de la frontière avec la France, lors de la saison 1928-1929. 
Il rejoint alors la France et entraîne tour à tour le Havre AC en 1931-1932, où il connaît des résultats prometteurs, le CA Paris lors de la première édition du championnat de France professionnel en 1932-1933, l'Amiens AC de l'été à décembre 1933,, puis le SM Caen en 1934-1935, lors de la première saison professionnelle de l'équipe normande. Il attire notamment à Caen son compatriote Károly Mayer, gardien de but réputé du CAP. Il démissionne en fin de saison et arrête semble-t-il là sa carrière d'entraîneur.
Acteur reconnu du football en France à cette époque, il est présenté lors de son arrivée à Caen comme le « consul de la fédération de football de Hongrie »,. En 1935-1936, il reste lié au club caennais en tant que conseiller technique, chargé notamment des questions de recrutement. Il obtient l'accord des internationaux Aleksandar Živković et Ladislav Čulík (cs) mais le club ne parvient pas à réunir les fonds nécessaires.
En 1938, il couvre la Coupe du monde pour le quotidien sportif hongrois Nemzeti Sport (en).